# Incontri internazionali di rugby a 15 di fine anno 2005
Nel rugby a 15 è tradizione che a fine anno (ottobre-dicembre) si disputino una serie di incontri internazionali che gli europei chiamano "Autumn International" e gli appassionati dell'emisfero sud "Springtime tour". In particolare le nazionali dell'emisfero Sud si recano in tour in Europa.
Il risultato clamoroso è il grande slam della Nuova Zelanda che supera tutte le squadre britanniche. Solo nel 1978 aveva conquistato un risultato analogo

## Le Potenze Australi
- Sud Africa in Argentina ed Europa:

| Buenos Aires 5 novembre 2005 | Argentina | 23 – 34 | Sudafrica |  |

| Cardiff 19 novembre 2005 | Galles | 16 – 33 | Sudafrica | Millennium Stadium |

| Parigi 26 novembre 2005 | Francia | 26 – 20 | Sudafrica | Stade de France |

																							* Nuova Zelanda nelle Isole Britanniche  : storico Grande Slam per la Nuova Zelanda. Gli All Blacks vincono tutte e quattro le sfide con le nazionali britanniche. L'impresa era riuscita una sola volta nel 1978 (nel 1924, gli Invincibili, non avevano giocato contro la Scozia).	
| Cardiff 5 novembre 2005 | Galles | 3 – 41 | Nuova Zelanda |  |

| Dublino 12 novembre 2005 | Irlanda | 7 – 45 | Nuova Zelanda |  |

| Londra 19 novembre 2005 | Inghilterra | 19 – 23 | Nuova Zelanda |  |

| Edimburgo 26 novembre 2005 | Scozia | 10 – 29 | Nuova Zelanda |  |

- Australia in Europa:

| Parigi 5 novembre 2005 | Francia | 26 – 16 | Australia | Stade de France |

| Londra 12 novembre 2005 | Inghilterra | 26 – 16 | Australia | Twichenham |

| Dublino 19 novembre 2005 | Irlanda | 14 – 30 | Australia | Lansdowne Road |

| Cardiff 26 novembre 2005 | Galles | 24 – 22 | Australia | Millennium Stadium |

## Le Americane
- Canada in Europa:

| Tolosa 12 novembre 2005 | Francia | 50 – 6 | Canada |  |

| Bucarest 19 novembre 2005 | Romania | 22 – 20 | Canada |  |

- Argentina in Europa:

| Edimburgo 12 novembre 2005 | Scozia | 19 – 23 | Argentina | Murrayfield |

| Genova 19 novembre 2005 | Italia | 22 – 39 | Argentina | Luigi Ferraris |

- Uruguay in Europa:

| Tbilisi 6 novembre 2005 | Georgia | – | Uruguay | ANNULLATA |

| Lisbona 13 novembre 2005 | Portogallo | 20 – 6 | Uruguay |  |

- Cile in Europa:

| Lisbona 5 novembre 2005 | Portogallo | 31 – 18 | Cile |  |

| Tbilisi 13 novembre 2005 | Georgia | 29 – 6 | Cile |  |

## Le Polinesiane
- Tonga in Europa:

| Prato 12 novembre 2005 | Italia | 48 – 0 | Tonga |  |

| Tolosa 19 novembre 2005 | Francia | 43 – 8 | Tonga |  |

- Figi in Europa:

Figi sfiora il successo clamoroso contro il Galles. mai una nazionale delle "Home Unions" aveva sino ad ora rischiato questa umiliazione. (Evento che succederà invece proprio al Galles ai mondiali del 2007), Solo un drop salva i Galles all'ultimo minuto.
| Cardiff 12 novembre 2005 | Galles | 11 – 10 | Figi | Millennium Stadium |

| Lisbona 19 novembre 2005 | Portogallo | 17 – 26 | Figi |  |

| Monza 26 novembre 2005 | Italia | 23 – 8 | Figi | Stadio Brianteo |

- Samoa in Europa ed Argentina:

| Edimburgo 19 novembre 2005 | Scozia | 18 – 11 | Samoa | Murrayfield |

| Londra 26 novembre 2005 | Inghilterra | 40 – 3 | Samoa | Twichenham |

| Buenos Aires 3 dicembre 2005 | Argentina | 12 – 28 | Samoa |  |

## Piccoli Paesi
- Romania in Irlanda:

| Dublino 26 novembre 2005 | Irlanda | 43 – 12 | Romania | Lansdowne Road |

- Botswana nei Paesi Bassi:

| 1º novembre 2005 | nt Gooi Barbarians | 39 – 33 | Botswana XV |  |

| Amsterdam 5 novembre 2005 | Paesi Bassi | 36 – 12 | Botswana |  |

- Spagna in Giappone:

| Tokyo 5 novembre 2005 | Giappone | 44 – 29 | Spagna | Chichibu |

## Altri Tour
- Francia Amatori in Sud America:

| Santiago 10 settembre 2005 | Cile | 3 – 22 | France Amateur |  |

- NSW Warathas in Europa dell'Est:

| Praga 8 ottobre 2005 | Rep. Ceca | 3 – 94 | NSW Waratahs |  |

| Costanza 12 ottobre 2005 | Romania Barbarians | 14 – 31 | NSW Waratahs |  |

| Bucarest 16 ottobre 2005 | Romania President's XV | 20 – 58 | NSW Waratahs |  |

| Mosca 21 ottobre 2005 | Russia | 17 – 48 | NSW Waratahs |  |